# Den gamle gildesgård
Den gamle gildesgård er 2 sammenhængende bygninger placeret i Sct. Mogens Gade 38 i Viborg. Den er opført omkring år 1500 som adelig bygård. Bygningerne har været fredet siden 1982.
Den nuværende facade blev etableret i 1876 af arkitekt Hother Paludan. Sidehuset væk fra Sct. Mogens Gade er af rødt bindingsværk. Den gamle gildesgård er i dag opdelt i ejerlejligheder.